# Thrycosis picta
Thrycosis picta là một loài tò vò trong họ Ichneumonidae.